# The Hart Dynasty
The Hart Dynasty fue un stable de lucha libre profesional famoso por su trabajo en Florida Championship Wrestling, World Wrestling Entertainment (WWE) y varias empresas independientes. Aunque con una gran variedad de miembros, The Hart Dynasty estuvo compuesta primordialmente por integrantes de la familia Hart, de ahí su nombre; por ello, Hart Dynasty es considerado el sucesor de The Hart Foundation. Durante su carrera, destaca un reinado como Campeones en Parejas de la WWE.

## Historia

### Circuito independiente (2000-2007)
En 2000, Jim Neidhart creó un tag team en Memphis Wrestling con The Blue Meanie que recibió el nombre de New Foundation.
En 2002, Teddy Hart formó un equipo con su primo Harry Smith, TJ Wilson, Nattie Neidhart y Jack Evans en Stampede Wrestling. El equipo recibió el nombre de Next Generation Hart Foundation.
En noviembre de 2003, Teddy Hart y Jack Evans lucharon como Hart Foundation en Ring of Honor, participando en un Scramble Cage match contra The Backseat Boyz, The S.A.T., The Carnage Crew y Special K. Más tarde Hart, Evans, Smith y Wilson reformaron el grupo en Major League Wrestling.
En 2005, Teddy y Evans trabajaron para Jersey All Pro Wrestling, ganando los Campeonatos en Parejas contra Strong Styles Thugs (B-Boy & Homicide). Tuvieron el título por aproximadamente cuatro meses antes de perderlo ante The Backseat Boyz. Más tarde, Evans y Hart cambiaron el nombre a Hart Foundation 2.0, comenzando a trabajar en Asistencia Asesoría y Administración el 30 de noviembre de 2007. En el evento Guerra de Titanes, participaron en un Fata-Four Way tag team match por los Campeonatos por Parejas contra los campeones Crazy Boy & Joe Lider, Charly Manson & Chessman y Extreme Tiger & Halloween.

### World Wrestling Entertainment (2007-2010)

#### Florida Championship Wrestling
En el 2007, World Wrestling Entertainment (WWE) lanzó su nuevo territorio de desarrollo, la Florida Championship Wrestling. Harry Smith, Nattie Neidhart y TJ Wilson llegaron a ese nuevo territorio, en el cual se aliaron y formaron The Next Generation Hart Foundation (también conocidos como The New Generation Hart Foundation, o simplemente The New Hart Foundation) y luego se les unió Teddy Hart y Ted DiBiase. En el show de debut de la FCW del 26 de junio, Smith ganó una batalla real de 21 hombres para convertirse en el primer Southern Heavyweight Champion de la promoción. Los planes de llevar este grupo completo al roster principal de la WWE se hicieron pero Teddy Hart fue despedido en octubre por problemas de comportamiento. Fue reemplazado temporalmente por Billy Kidman para una lucha de ocho hombres por equipo en FCW el 13 de octubre. Eventualmente, DiBiase, Neidhart y Harry Smith después de perder el Southern Heavyweight title fueron llamados para subir al roster principal pero en diferentes shows; mientras que DiBiase y Smith fueron enviados a RAW, Neidhart fue enviada a Smackdown, lo que separó al grupo. Después de ser enviado a Smackdown por el draft, Smith (como DH Smith) regresaría a FCW sin haber debutado en Smackdown, y reformando el grupo con Wilson. Con Nattie (ahora llamada Natalya) ayudándolos a convertirse en los Florida Tag Team Champions. Después de perder los títulos se separaron una vez más cuando TJ Wilson (bajo el nombre Tyson Kidd) fue llamado por la ECW, con Natalya como su mánager.

#### 2008-2010

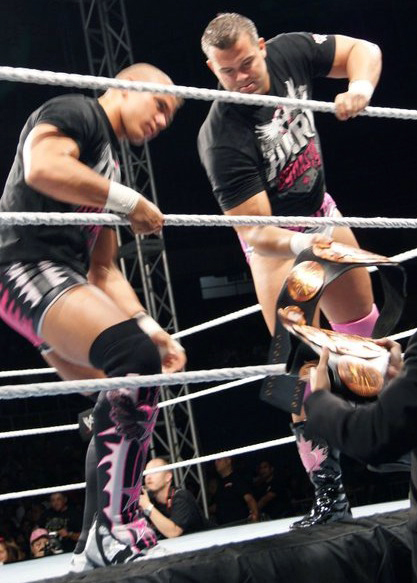
David Hart Smith y Tyson Kidd como Campeones en Parejas de la WWE.

En el WWE Supplemental Draft, Natalya y Smith fueron oficialmente trasladados a ECW, sin que Smith debutara en Smackdown. En el show del 12 de mayo del de ECW on Sci Fi, Smith debutó bajo el nombre de David Hart Smith, ayudando a Kidd en un combate contra Finlay, prácticamente reformando el grupo brevemente bajo el nombre de The Hart Trilogy, antes de establecerse como The Hart Dynasty. Smith hizo su debut con el grupo al derrotar a Finlay y la semana siguiente el equipo tuvo su primera lucha juntos, con Jack Swagger, derrotando a Christian y Tommy Dreamer. El 29 de junio, el trío se trasladó a la marca Smackdown como parte de los cambios realizados en las 3 marcas por Donald Trump. En Bragging Rights, el Team SmackDown (Chris Jericho, Kane, R-Truth, Finlay, The Hart Dynasty (David Hart Smith & Tyson Kidd) & Matt Hardy) derrotó al Team RAW (D-Generation X (Triple H & Shawn Michaels), Cody Rhodes, The Big Show, Kofi Kingston, Jack Swagger & Mark Henry) después de una traición de Show.
En WrestleMania XXVI aparecieron como leñadores durante la lucha entre Bret Hart y Vince McMahon estando del lado de McMahon, pero durante su lucha, ayudaron a Hart junto a toda su familia, volviéndose face. Luego, empezaron un feudo por los Campeonatos Unificados en Pareja de la WWE frente a The Big Show & The Miz, enfrentándose a ellos en RAW el 29 de marzo, en Extreme Rules y el 26 de abril en RAW, ganando los tres combates:el primero por cuenta de fuera, por lo que no ganaron el título, el segundo ganaron una oportunidad por los títulos al día siguiente y el tercero ganaron los títulos. Los tres, debido al Supplemental Draft, fueron traspasados de SmackDown! a RAW. Posteriormente los retuvieron ante Chris Jericho & The Miz en el Over the Limit. Tras esto empezaron un feudo con The Uso Brothers, ya que les atacaron en semanas consecutivas, derrotándolos en Fatal 4-Way en un combate de tres contra tres no titular y en Money in the Bank en un combate titular. El 17 de agosto en RAW, recibieron de Bret Hart los nuevos diseños de sus títulos, pasando a llamarse Campeonatos en Parejas de la WWE. En Night of Champions, participaron en un Tag Team Tumoril match por sus títulos, siendo eliminados en la primera ronda por The Usos, por lo que perdieron los títulos ante los ganadores, Cody Rhodes & Drew McIntyre. Luego tuvieron numerosas derrotas ante los mismos, algunas por los campeonatos y otros no. Más tarde, Smith culpa a Kidd de sus derrotas con lo cual ya no pelean juntos como equipo, sino individualmente. El grupo se separó el 15 de noviembre cuando en un combate contra Heath Slater & Justin Gabriel Tyson Kidd traicionó a David Hart Smith cambiando a heel.

## En lucha
- Movimientos finales
  - Hart Attack (Combinación de bearhug y springboard o running clothesline).

- Movimientos de firma
  - Aided (Kidd) delayed vertical suplex (Smith) con burlas.
  - Gorilla press drop de Smith lanzando a Kidd hacia fuera del ring en un aided crossbody sobre uno o más oponentes.

- Apodos
  - The New Pink and Black Attack
  - Better than the Best

- Manager
  - Bret Hart
  - Natalya

## Campeonatos y logros
- Jersey All Pro Wrestling

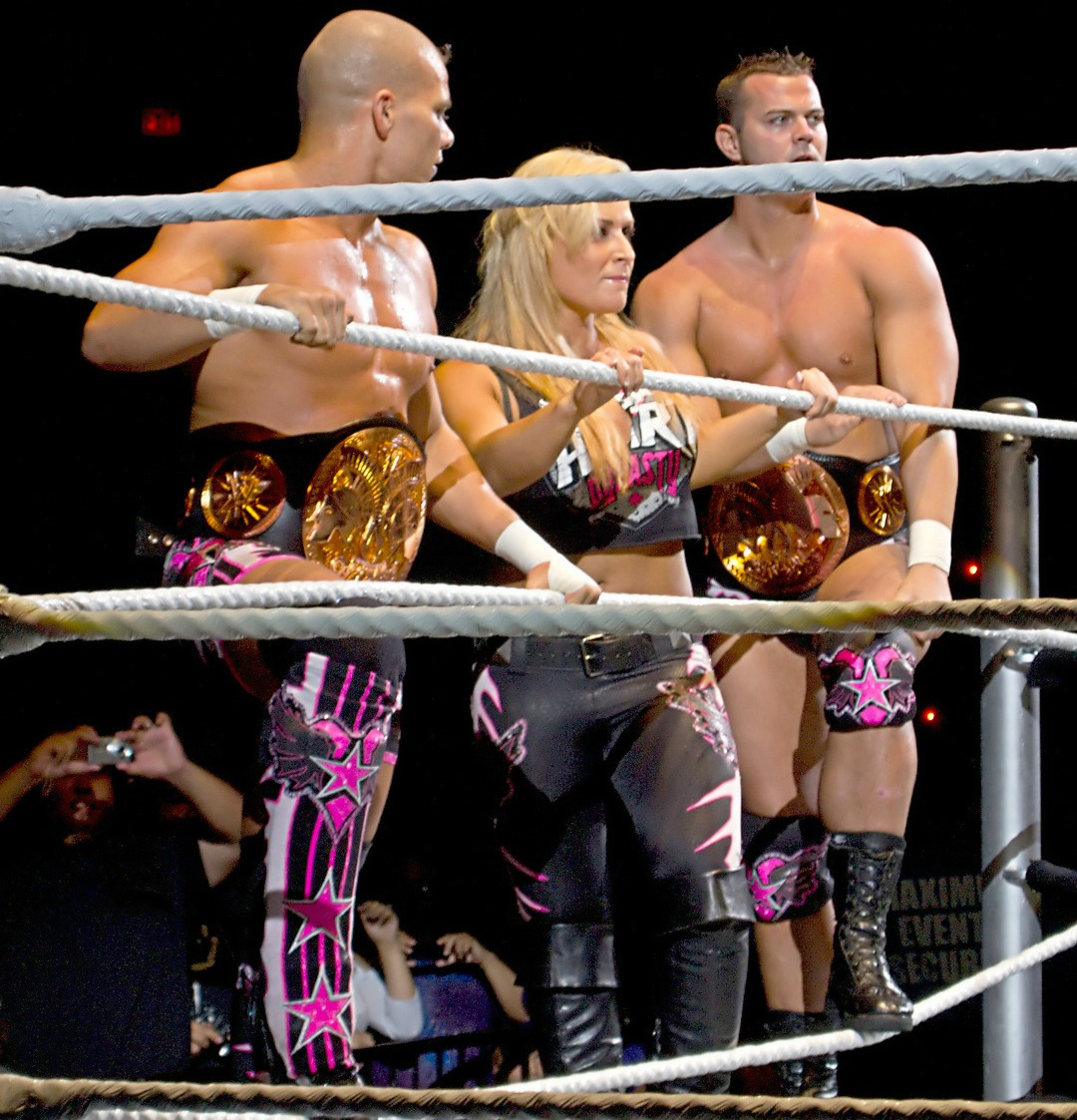
The Hart Dynasty como Campeones en Parejas de la WWE.

  - JAPW Tag Team Championship (1 vez) – Teddy Hart & Jack Evans

- Florida Championship Wrestling
  - FCW Southern Heavyweight Championship (1 vez) - Harry Smith
  - FCW Florida Tag Team Championship (1 vez) - DH Smith & TJ Wilson

- World Wrestling Entertainment
  - WWE Tag Team Championship (1 vez) - David Hart Smith & Tyson Kidd - Reinado como Unified WWE Tag Team Championship
  - WWE World Tag Team Championship (1 vez) - David Hart Smith & Tyson Kidd - Reinado como Unified WWE Tag Team Championship
  - WWE United States Championship (1 vez) - Bret Hart
  - WWE Divas Championship (1 vez) - Natalya